# Puget-Ville
Puget-Ville (okzitanisch Puget Vila) ist eine französische Gemeinde mit 4568 Einwohnern (Stand 1. Januar 2022) im Département Var in der Region Provence-Alpes-Côte d’Azur. Sie gehört zum Kanton Garéoult im Arrondissement Brignoles.

## Geographie
Puget-Ville liegt in der Mitte zwischen Toulon, Hyères, Le Luc und Brignoles in einer breiten Ebene, die wie durch eine Mauer von 400 – 500 m hohen Hügeln begrenzt wird. Das Tal ist durch den Réal-Martin, seine Zuflüsse und zahlreiche Wasserläufe gut bewässert.

## Geschichte
Im Jahr 1060 wird Puget erstmals erwähnt. In den Quellen erscheint es als Poieturn, Pugetum, Puech, Puechet. Der Name geht auf lateinisch podietum oder keltisch puechet zurück, was kleiner Hügel bedeutet. Im Lauf der Jahre erfuhr der Name noch zahlreiche Variationen: Castrum de Pugeto, Puget Ténois, Puget lez Toulon, Puget Près Cuers und schließlich Puget-Ville. Der Ort gehörte nacheinander zur Herrschaft der Familien von Albanis, Glandevès und Faucon.
Früher bestand die Gemeinde aus elf Weilern. Ville war der Hauptort, der um das Schloss der Albanis und die Kirche Sainte-Marie de Dei Cesa errichtet wurde. Im Laufe der Zeit verließen die Bewohner der Dörfer Ville, Ferrières, Mas-de-Blanc und Caudière ihre Siedlungen und zogen nach Crottes, den Ort um die Kirche Saint-Sidoine.

## Sehenswürdigkeiten
- Die Chapelle de Sainte Philomène ist die ehemalige Pfarrkirche des alten Dorfes Puget. Sie wurde zwischen dem 11. und 12. Jahrhundert im romanischen Stil erbaut. Die dreischiffige Kirche besitzt ein romanisches Gewölbe und eine kugelförmige Chorkapelle. Das Haupttor ist romanisch. Im Inneren findet man einen Christus und Heiligenfiguren aus mehrfarbigem Holz sowie Votivbilder. Das Weihwasserbecken und das Taufbecken sind aus braunem Stein gefertigt.

- Der fünfeckige Tour du Faucon aus dem 12. Jahrhundert hat drei Ebenen mit Schießscharten. Das Dach bildet eine mächtige Spitze.

- Denkmal für die bei einem Brand im August 2006 verstorbenen Feuerwehrleute